# Гран Чако
Гран Чако (на испански: Gran Chaco, от испански gran – голям и chaco, на езика гуарани – ловно поле) е географска област в централната част на Южна Америка, простираща се на териториите на Боливия, Парагвай, Аржентина и Бразилия. Понякога наричат региона Най-величествената тропическа гора на света на височина под 600 m, както и Последната граница на Южна Америка.

## География
Гран Чако се простира приблизително между 18° и 29° ю.ш. и между 57° и 63° з.д., като има площ от около 647 500 km². Обхваща северната част на Лаплатската низина с височина 50 – 70 m и предпланинските равнини на Андите на запад с височина до 500 – 600 m. На север климатът е субекваториален, в центъра – тропичен, на юг – субтропичен, влажен през лятото. Средните юлски (зимни) температури са от 12° до 21°С, а средните януарски (летни) – от 26° до 30°С, с максимум до 47°С (най-високите на континента). Годишната сума на валежите варира от 1200 mm на североизток до 500 mm на югозапад. Речната мрежа е развита само в западните и източните райони, като главните реки са Парагвай и Парана. Вътрешните райони са лишени от повърхностен отток, а реките Рио Пилкомайо, Рио Берхемо и Рио Саладо са транзитни, и се характеризират с висок летен отток. В предпланинските части, в междуречието Рио Пилкомайо – Рио Берхемо и на изток има много блата. Преобладават сухите редки гори (кебрачо, гуаякан, алгоробо, а покрай реките – палми и чинари), развити върху кафеникаво-червени почви. Западните райони са заети от ксерофитни храсти. Животинският свят е много богат: тапир, пума, пекари, голям броненосец, малък броненосец, блатен елен, змии, много птици и насекоми. Развито е селското стопанство – дърводобив на ценна дървесина, земеделие (основно памук), овцевъдство, месно животновъдство. Има находища на нефт и газ..

## История
Първият европеец Алейо Гарсия открива региона през 1524 г. С брат си Едуардо се изгубват в горите на Гран Чако и са открити едва 30 години по-късно в селище, където вече успешно съжителстват с местното население. През следващите години там в тяхна чест се откриват много църковни мисии.
Боливия нееднократно се е опитвала да отнеме района със сила от по-големите си съседи, като е заплашвала с война, оттегляне от южноамериканските съюзи, ООН и ЮНЕСКО или търговски санкции. По време на въоръжен конфликт от войните се стига дори до бойни действия в горите на Чако и водите на Тихия океан и езерото Титикака. Вследствие от войната са заличени много индиански села и градове и масово са обезлесени части от района.